# Wielki Okap (Dolina Brzoskwinki)
Wielki Okap – schronisko w skale Cygańska Turnia w Dolinie Brzoskwinki, na Garbie Tenczyńskim, na Wyżynie Krakowsko-Częstochowskiej. Administracyjnie znajduje się w obrębie wsi Brzoskwinia w województwie małopolskim, w powiecie krakowskim, w gminie Zabierzów.

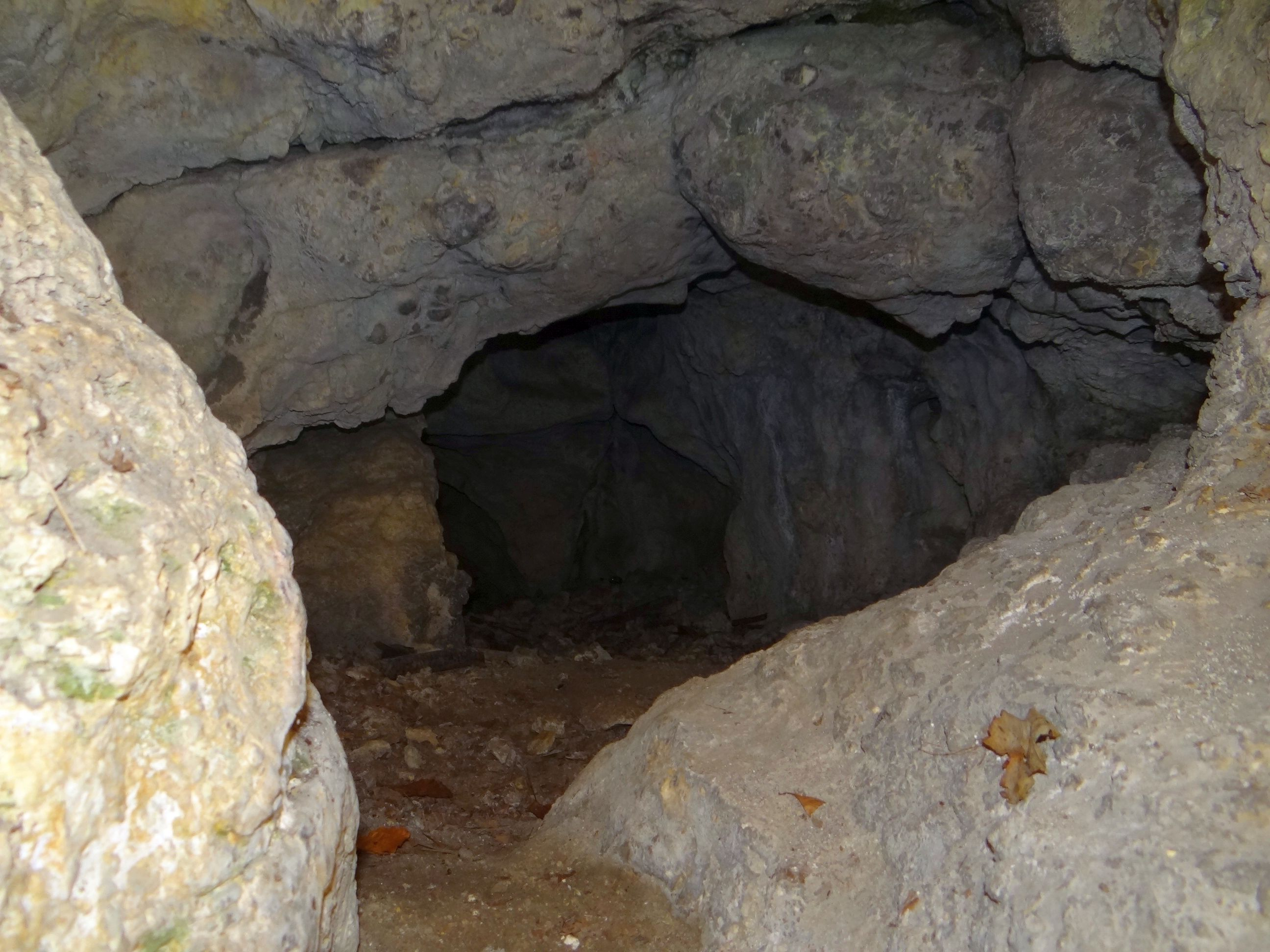
Schronisko pod okapem

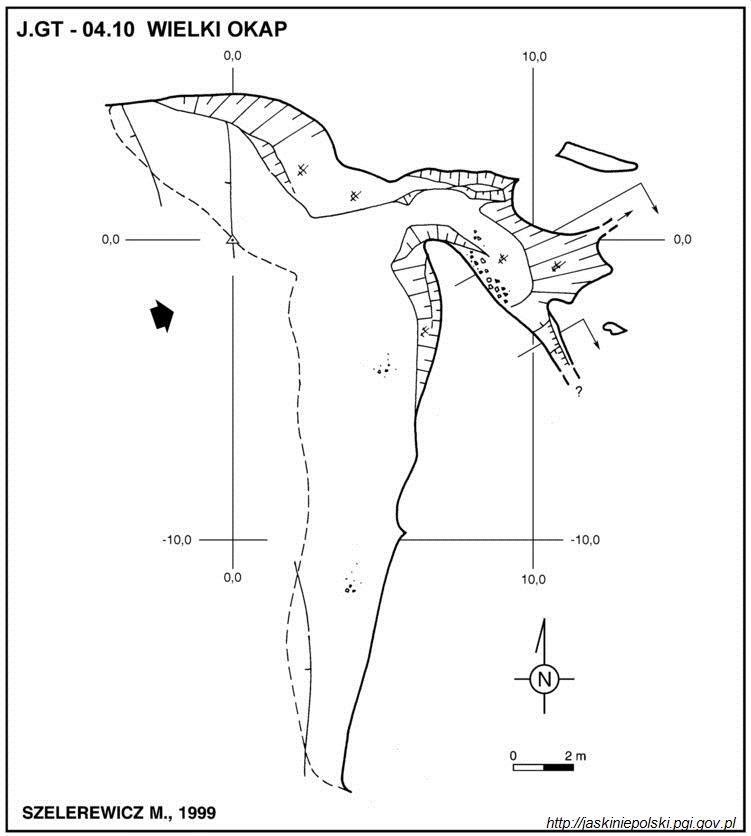

## Opis obiektu
Cygańska Turnia znajduje się na orograficznie lewym brzegu potoku Brzoskwinka. Znajdujące się w niej schronisko składa się z wielkiego okapu i ciasnego korytarza. Stanowiący główną część schroniska okap ma długość ponad 20 m i jest wysunięty na 5 m od ściany. W głąb skały ciągnie się od niego korytarz dostępny na długości około 10 m. Ma kontynuację zbyt ciasną dla człowieka.
Korytarz powstał na międzyławicowym rozwarstwieniu skały. Jego dno jest przeważnie skaliste z niewielką ilością skalnego rumoszu. W głębi korytarza są  nacieki grzybkowe. Namulisko pod okapem jest skąpe, złożone głównie z drobnego rumoszu skalnego. Są w nim liczne wykapki. W lepiej oświetlonych miejscach pod okapem i w początkowej części korytarza występują glony, korytarz w głębi jest ciemny i wilgotny. Obserwowano komary, pająki i motyle.

## Historia badań i dokumentacji
Okap często wykorzystywany jest przez miejscowych jako miejsce na biwaki. Wykorzystują go także wspinacze wspinający się na Cygańskiej Turni i innych, pobliskich skałach. W literaturze nie był opisany. Jego dokumentację opracowali A. Górny, P. Malina i M. Szelerewicz w sierpniu 1999 roku. Plan opracował M. Szelerewicz.